# Dally Duncan
Pour les articles homonymes, voir Duncan.
Douglas Duncan, couramment appelé Dally Duncan, est un footballeur international puis entraîneur écossais, né le 14 octobre 1909, à Aberdeen et décédé le 2 janvier 1990 . Évoluant au poste de ailier gauche, il est particulièrement connu pour ses saisons à Derby County.
Il compte 14 sélections pour 7 buts inscrits en équipe d'Écosse.

## Biographie

### Carrière en club
Natif d'Aberdeen, il est formé par un club local, Aberdeen Richmond, et devient professionnel en 1928 en s'engageant pour Hull City. Il rejoint Derby County en 1932 lors d'un transfert d'un montant de 2 000 £ et il reste sous contrat avec ce club pendant 14 ans, remportant la FA Cup en 1946.
Pendant la période de la Seconde Guerre mondiale, il accomplit des piges avec Reading, Notts County et Nottingham Forest. 
En octobre 1946, il quitte Derby County pour devenir joueur-entraîneur à Luton Town avant de devenir uniquement entraîneur de ce club dès la saison suivante, en juin 1947, poste qu'il occupe jusqu'en octobre 1958. Il s'engage alors comme entraîneur des Blackburn Rovers et y reste deux ans.
Il quitte ensuite le monde du football pour s'occuper d'une chambre d'hôtes à Brighton. 

### Carrière internationale
Allan Brown reçoit 14 sélections en faveur de l'équipe d'Écosse. Il joue son premier match le 26 octobre 1932, pour une défaite 2-5, au Tynecastle Stadium d'Édimbourg, contre le pays de Galles en British Home Championship. Il reçoit sa dernière sélection le 30 octobre 1937, pour une défaite 1-2, au Ninian Park de Cardiff, toujours contre le pays de Galles en British Home Championship. Il inscrit 7 buts lors de ses 14 sélections, dont l'un lors de son premier match et un doublé.
Il participe avec l'Écosse aux British Home Championships de 1933 à 1938.

#### Buts internationaux
| no | Date             | Lieu                          | Adversaire     | Évolution | Score final | Compétition               |
| -- | ---------------- | ----------------------------- | -------------- | --------- | ----------- | ------------------------- |
| 1  | 26 octobre 1932  | Tynecastle Stadium, Édimbourg | Pays de Galles | 2-5       | 2-5         | British Home Championship |
| 2  | 4 octobre 1933   | Ninian Park, Cardiff          | Pays de Galles | 2-3       | 2-3         | British Home Championship |
| 3  | 21 novembre 1934 | Pittodrie Stadium, Aberdeen   | Pays de Galles | 1-0       | 3-2         | British Home Championship |
| 4  | 6 avril 1935     | Hampden Park, Glasgow         | Angleterre     | 1-0       | 2-0         | British Home Championship |
| 5  | 6 avril 1935     | Hampden Park, Glasgow         | Angleterre     | 1-0       | 2-0         | British Home Championship |
| 6  | 5 octobre 1935   | Ninian Park, Cardiff          | Pays de Galles | 1-0       | 1-1         | British Home Championship |
| 7  | 13 novembre 1935 | Tynecastle Stadium, Édimbourg | Irlande        | 2-1       | 2-1         | British Home Championship |

## Palmarès

### Comme joueur
- Derby County :
  - Vainqueur de la FA Cup en 1946

### Comme entraîneur
- Blackburn Rovers :
  - Finaliste de la FA Cup en 1960